# فرجينيا ثراشير
فرجينيا ثراشير (بالإنجليزية: Virginia Thrasher)‏ (مواليد 28 شباط 1997) هي لاعبة رماية أمريكية، فازت بالميدالية الذهبية في منافسات الرماية في الألعاب الأولمبية الصيفية 2016 في سباق بندقية الهواء 10 متر للسيدات. وتعتبر هذه الميدالية الذهبية الأولى في الأولمبياد
كانت تلك المرة الأولى التي تشارك فيها فرجينيا في الألعاب الأولمبية، وقد حازت على ميداليتها بعد أن تغلّبت على منافستين صينيتين حائزتان سابقاً على ميداليات أولمبية.
قبل أولمبياد 2016، كانت ثراشير متزلجة على الجليد. كانت قد بدأت بالاهتمام في الرماية قبل خنس ستوات بعد رحلة صيد مع عائلتها.

## حياتها
نشأت ثراشير في سبرينغفيلد (فرجينيا) وتخرجت من مدرسة سبرينغفيلد الثانوية عام 2015. وهي الآن طالبة في جامعة وست فرجينيا حيث تدرس الهندسة

## وصلات خارجية
- فرجينيا ثراشير على موقع الاتحاد الدولي (الإنجليزية)
- فرجينيا ثراشير على موقع أوليمبيديا (الإنجليزية)

- WVU Profile